# Alfonso Sánchez García
Alfonso Sánchez García (Ciudad Real, 21 de febrero de 1880-Madrid, 13 de febrero de 1953), conocido como Alfonso, fue un fotógrafo español, padre del también fotógrafo Alfonso Sánchez Portela.

## Biografía
Hijo de un empresario teatral, Alfonso Sánchez García nació circunstancialmente en Ciudad Real, capital manchega en la que se encontraba la familia con motivo de una función de ópera. Fallecido su padre en 1891 y no habiendo quedado restos del ruinoso negocio, Alfonso y su madre tuvieron que ponerse a trabajar. Él vendía libretos de ópera a la puerta del Teatro Real de Madrid y estuvo trabajando en diversos oficios hasta que entró como aprendiz en el estudio del fotógrafo Amador Cuesta en 1895. Dos años después ya había realizado diferentes trabajos de reportero gráfico como la imagen del cuerpo incorrupto de San Isidro Labrador. A principios del siglo xx pasó a trabajar en el estudio de Manuel Compañy, reputado retratista de la época, como operador de galería, uno de los más jóvenes de entonces. La estabilidad de este trabajo le permitió contraer matrimonio, y en 1902 nació su primer hijo, Alfonso que también sería conocido como fotógrafo con la misma firma, Alfonso, que su padre había comenzado a usar en 1904.

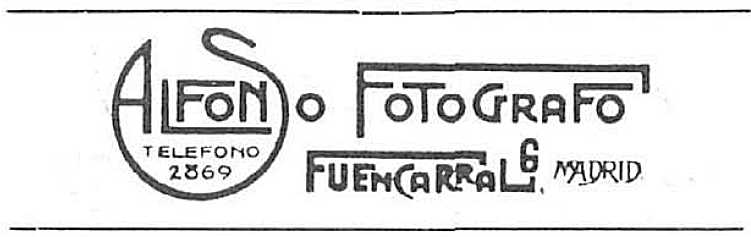
Anuncio del estudio de Alfonso en el número 6 de la calle de Fuencarral de Madrid

Publicó sus trabajos fotográficos en algunos de los principales diarios de la época, como La Libertad y El Sol, y dirigió la sección de fotografía del periódico El Gráfico. Como reportero retrató a políticos de la época como Segismundo Moret, José Canalejas, Antonio Maura, Alejandro Lerroux, Eduardo Dato, el conde de Romanones, Juan Vázquez de Mella o Pablo Iglesias. También hizo valiosos reportajes sobre la huelga revolucionaria de 1917, el viaje del Plus Ultra, y la guerra de Melilla, siendo condecorado por la ayuda prestada en el Desastre del Barranco del Lobo.
Recibió un premio extraordinario en el Certamen Internacional de Fotografía celebrado en Nueva York en 1904 con una foto de su mujer lavando ropa. Los temas que fotografió fueron muy diversos, así se pueden encontrar fotografías costumbristas como la venta de pavos, acontecimientos deportivos, taurinos y culturales, hasta fotografías de sucesos como las del hundimiento del tercer depósito de las aguas del canal de Isabel II del 8 de abril de 1905 en el que murieron treinta obreros de la construcción y el crimen del capitán Sánchez. También obtuvo fotografías del frente de Madrid en los primeros días del asedio en noviembre de 1936, durante la Guerra civil.
En 1918 abrió su estudio en la calle de Fuencarral y dos años después ya contaba con más de veinte trabajadores en el mismo y estaba equipado con unos veinte fondos para realizar retratos y se había convertido en uno de los más importantes de Madrid. La calidad técnica de sus fotografías era elevada y estuvieron empleando cámaras con negativos de cristal de 9 x 12 cm hasta que en 1932 empezaron a usar cámaras con formato de 35mm. El trabajo del estudio compatibilizaba las tareas de retrato con su trabajo como agencia gráfica. Durante la década de 1920 y 1930 fue uno de los principales fotógrafos de los medios que pertenecían al grupo Prensa Gráfica.
Como retratista adquirió un gran prestigio tanto en sus fotografías en estudio como las realizadas en un ambiente más natural, algunos ejemplos son: Antonio Machado sumergido en el poliédrico marco cubista de los espejos de un café; Benito Pérez Galdós, ya casi ciego, escondido tras sus gafas oscuras y acariciando a su perro; Pío Baroja ensimismado en su batín; José Padilla componiendo o con su esposa Lydia Ferreira; Ramón María del Valle-Inclán en su diván mostrando los agujeros de las suelas de los zapatos o Federico García Lorca ligeramente movido y con el fondo único de una maceta con flores.
En el estudio de Alfonso trabajaron también sus hijos Alfonso, Luis y José. Al terminar la Guerra Civil tanto padre como hijo fueron depurados y se les retiró el carné de periodista. En agosto de 1939 abrieron un nuevo estudio en la Gran Vía ya que el antiguo fue destruido por un obús. Este estudio cumplía además una función de museo, en 1992 el Ministerio de Cultura adquirió el archivo del «estudio fotográfico Alfonso» que incluye más de cien mil negativos que también incluye el trabajo de otros empleados del estudio.